# خط ریحان

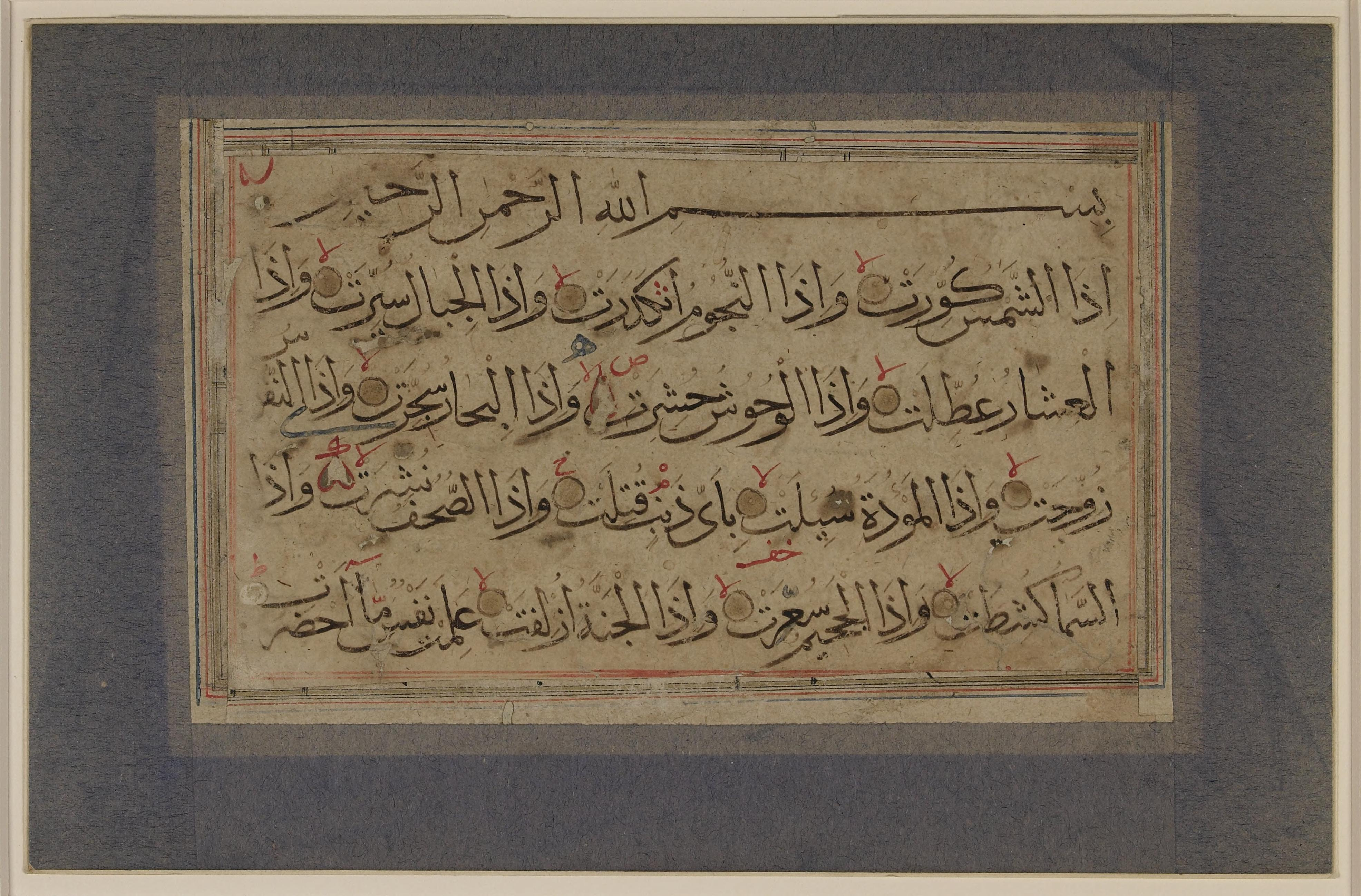
نمونه‌ای از خط ریحان

خط ریحان یا باریک محقق نام سبکی از خوشنویسی به خط عربی است. خط ریحان مشتق از خط مُحَقَّق و خطی است ظریف و کوچک‌اندام و تمام ویژگی‌های خط محقق را دارد ولی ظریف‌تر است و به همین جهت آن را به گل و برگ و ریحان تشبیه کرده‌اند. این خط برای سهولت در نگارش ابداع شده‌است و خواسته‌اند سبک و روش محقق را در خلاصه‌نویسی به کار برده باشند. خطی کشیده و منظم است که در قرآن بیشتر به کار رفته است.
ابن بواب بوجود آوردنده خط ریحان است